# Craterosiphon scandens
Craterosiphon scandens är en tibastväxtart som beskrevs av Adolf Engler och Gilg. Craterosiphon scandens ingår i släktet Craterosiphon och familjen tibastväxter. Inga underarter finns listade i Catalogue of Life.